# シリヤ・セレナーデ
シリヤ・セレナーデ（Silja Serenade）は、シリヤライン（現タリンク）が運行しているフェリー。

## 経歴
1987年10月26日、フィンランドのエフォア（Effoa：英語版）によってシリヤラインで運航するために発注された。プロムナードデッキが船体中央を縦貫している革新的な設計であった。この設計により多くの船室が窓を備えることになった。
完成を前にしてエフォアはスウェーデンのジョンソンライン（スウェーデン語: Johnsonlinjen）と合併し、Effjohnとなった。シリヤ・セレナーデは1990年11月15日に引き渡され、17日にヘルシンキ - ストックホルム航路に就航した。当初船籍をヘルシンキに置いていたが、1992年にはオーランド諸島に移した。これは、フィンランド本土との法制度の差異により船内でスロットマシンやカジノの営業を行い、収益を向上させる目的であった。シリヤ・ヨーロッパがシリヤラインの船隊に加わると、トゥルク - マリエハムン - ストックホルムに航路を変更した。しかし、このルートには船内設備が日中の運航を考慮していなかったことに加え、多島海の狭隘な航路で運航するには操舵性が悪かったことから適していなかった。1995年には、シリヤ・ヨーロッパと航路を交代し元のヘルシンキ - ストックホルム間の運航に戻った。その結果、姉妹船シリヤ・シンフォニーと同一航路での運航を実現することにもなった。1999年7月、EUの免税基準変更に伴い、免税を継続するため寄港地にマリエハムンを追加した。2006年、タリンクにシリヤラインが買収される直前、ナーンタリのLuonnonmaan造船所で改修作業に入った。
シリヤ・シンフォニーとの相違点として煙突が鋼鉄製であり（シンフォニーはアルミニウム）、デッキ外側の塗装が緑（シンフォニーはライトブルー）、煙突に描かれたマスコットの目が白抜き（シンフォニーは青）、船名表示が青地に白（シンフォニーは白地に青）となっている点が上げられる。
2010年に改装が行われ、13階の映画館が撤去、ナイトクラブが一新された。

## 構造
14層のデッキからなる。
- 1層：機関室
- 2層：機関室、Cクラス客室
- 3、4層：車両デッキ、乗員船室
- 5層：スパ、ドライバー用設備（driver's club：サウナ、レストラン等）[6]、客室（Aクラス、Bクラス）、乗員船室
- 6層：会議室、レストラン、免税店
- 7層：ナイトクラブ、カジノ、免税店、レストラン、バー、プレイルーム（子供用）
- 8層：ナイトクラブ、客室（ファミリー、Aクラス、プロムナードクラス）
- 9層：客室（ラグジュアリーカンファレンススイート、ファミリー、Aクラス、プロムナードクラス、Bクラス）
- 10層：客室（コモドア、ファミリー、Aクラス、プロムナードクラス、Bクラス）、コモドアクラス専用ラウンジ
- 11層：客室（エグセクティブスイート、コモドア、ファミリー、デラックス、Aクラス、プロムナードクラス、Bクラス）
- 12層：サンデッキ、サウナ、プール、乗員船室
- 13層：ブリッジ、ナイトクラブ
- 14層：ヘリコプター甲板